# The Sea (Bridge)
The Sea, H.100 és una suite orquestral escrita entre 1910 i 1911 per Frank Bridge. També es descriu com un poema simfònic. Dura uns 22 minuts.

## Estructura
Es compon de quatre moviments, sobre els quals Bridge va escriure els comentaris següents per a les notes del programa a l'estrena: 
1. Seascape: Allegro ben moderato
- "Seascape (Paisatge marí) pinta el mar un matí d'estiu. Des de les elevades derivacions, es veu una gran extensió d'aigües a la llum del sol. Les brises càlides juguen a la superfície".[2][1]

2. Sea Foam: Allegro vivo
- "Sea Foam (Espumes de mar) entre les roques i les basses de terra baixa, juganerament no tempestuosa."[2][1]

3. Moonlight: Adagio non troppo
- "Un mar tranquil a la nit. Els primers raigs de lluna estan lluitant per travessar els núvols foscos que acaben passant, deixant el mar brillant a plena llum de la lluna".[2][1]

4. Storm : Allegro energico - Allegro moderato e largamente
- "El vent, la pluja i els mars tempestuosos, amb l'atropellament de la tempesta se sent una [al·lusió] al primer número i que pot considerar-se com la dedicació de l'amant al mar".[2][1]

## Història
Bridge va completar l'obra el juliol de 1911, mentre es va allotjar a la ciutat costanera d'Eastbourne, a Sussex. Aquest era el mateix lloc on Claude Debussy havia acabat la seva pròpia evocació musical del mar, el poema simfònic La mer (El mar), el 1905. Bridge va morir a Friston prop de Eastbourne el 1941.
The Sea va rebre la primera actuació a The Proms a Londres el 24 de setembre de 1912, amb la New Queen's Hall Orchestra dirigida per Sir Henry Wood.
El mateix compositor va realitzar les estrenes de la Cleveland Orchestra, la Detroit Symphony i la Boston Symphony després de la Primera Guerra Mundial.
Bridge també va realitzar una gravació de la suite. Enregistraments posteriors han estat realitzats per Sir Charles Groves, Vernon Handley i Richard Hickox .

## Instrumentació
Flautí, 2 flautes, 2 oboès, trompa anglesa, 2 clarinets en la i si ♭, clarinet baix en la i si ♭, 2 fagots, contrafagot, 4 trompes en fa, 3 trompetes en la i si ♭, 3 trombons, Tuba, Timpans, Percussió (Triangle, Caixes, Plats, Bombo), Arpa, Cordes.

## Influència
El primer moviment, Seascape, va influir a Arnold Bax en la seva redacció del poema simfònic Tintagel.
The Sea va ser l'obra que va introduir per primera vegada el jove britànic de deu anys a la música de Bridge. Va ser també la primera peça important de música moderna que va conèixer. La va escoltar, dirigida pel compositor, al Festival de Norfolk i Norwich el 30 d'octubre de 1924, alqual havia assistit per animar la seva professora de viola Audrey Alston. Britten va quedar impactat. El comitè del Festival de Norwich també va quedar impressionat; van encarregar una altra obra de Bridge per al Festival de 1927; aquesta va ser Enter Spring, que també va tenir un gran impacte en Britten. El Festival de Norwich de 1927 també va ser on Britten va poder conèixer Bridge a través d'Audrey Alston. Això va fer que Bridge prengués Britten com a l'únic estudiant de composició que mai va tenir.
Una de les primeres obres significatives de Britten va ser un homenatge al seu professor, Variations on a Theme of Frank Bridge (1937). Els títols dels moviments de Four Sea Interludes de Britten de la seva òpera Peter Grimes tenen una similitud sorprenent amb els títols dels moviments de Bridge's The Sea.